# Stane Sever
Stane Sever (n. 21 noiembrie 1914, Vič District⁠(d), Comuna urbană Ljubljana, Slovenia – d. 18 decembrie 1970, Ribnica na Pohorju, Ribnica na Pohorju, Slovenia) a fost un actor sloven. El a apărut în peste douăzeci de filme în perioada 1947 - 1969. 
Stane Sever este primul actor care a primit premiul Arena de Aur pentru cel mai bun actor la Festivalul de Film de la Pula din 1955, pentru rolul său din filmul Trenutki odločitve (Moments of Decision).

## Filmografie selectată
- Sedmina (1969)
- Breza (1967)
- Grajski biki (1967)
- Zgodba, ki je ni (1967)
- Srečno, Kekec (1963)
- Samorastniki (1963)
- Družinski dnevnik (1961)
- Legge di guerra (1961)
- Tri četrtine sonca (1959)
- H-8 (1958)
- Vratiću se (1957)
- Ne čakaj na maj (1957)
- Trenutki odločitve (1955)
- Tri zgodbe (1955)
- Vesna (1953)
- Jara gospoda (1953)
- Trst (1951)
- Plavi 9 (1950)
- Na svoji zemlji (1948)